# حزامة حبايب
حُزَامَة حَبَايِبْ هي روائية وقاصّة وكاتبة مقالات ومُتَرجِمة وشاعرة فلسطينية حائزة على عدة جوائز، من بينها جائزة محمود سيف الدين الإيراني للقصة القصيرة وجائزة مهرجان القدس للابداع الشبابي في القصة وجائزة نجيب محفوظ للأدب عن روايتها «مخمل». بعد أن تخرّجت من جامعة الكويت عام 1987 بدرجة البكالوريوس في لغة إنجليزية وآدابها، عملت في مهن التعليم والترجمة والصحافة قبل أن تحترف الكتابة، حيث صدرت لها عدة أعمال سواء في الرواية أو القصة أوالشعر. وهي عضو في كل من رابطة الكتاب الأردنيين والاتحاد العام للأدباء والكتاب العرب.

## الحياة الشخصية
وُلِدت حزامة حبايب في الرابع من حزيران عام 1965 في الكويت، حيث نشأت ودرست. نالت درجة البكالوريوس في اللغة الإنجليزية والآداب من جامعة الكويت عام 1987. ومع اندلاع حرب الخليج في عام 1990، أُجْبِرت حبايب على النزوح إلى الأردن مع بقية أفراد أسرتها، واستقرّت هناك لأعوامٍ قبل أن ترحل إلى الإمارات العربية المتحدة، حيث تقيم حالياً.

## الحياة المهنية
إلى جانب الكتابة الأدبية، عملت حزامة حبايب في مجالات مختلفة. عملت بداية في الصحافة في الكويت؛ وبعد انتقالها إلى الأردن، عملت كمُعلّمة ومُترْجِمَة. وحتى بعد أن حظيت باعتراف ككاتبة مرموقة، اختارت أن تبقى نشطة في مجالَيْ الصحافة والترجمة، حيث قامت بترجمة عدّة كتب ومقالات من اللغة الإنجليزية، كما تكتب مقالات ودراسات باللغتين العربية والإنجليزية.

## الكتابة الأدبية
تشمل تجربة حزامة حبايب الأدبية الرواية والقصة القصيرة والشعر. كذلك، تكتب حبايب المقالة، التي تتناول اهتمامات ومجالات ثقافية وأدبية وفنية متنوعة.

### الشّعر
على الرغم من سمعة حزامة حبايب كروائية وقاصة، إلّا أن بداياتها في عالم الكتابة كانت مع الشِّعْر—وتحديداً الشعر الحر. ففي شهر أيار من عام 1990، نُشِرت لحبايب مجموعة من النصوص الشعرية بعنوان «صور» في العدد الثالث والعشرين من مجلة الناقد، وهي مجلة لندنية توقفت عن الصدور. واختيرت حزامة حبايب من بين ثمانين شاعراً عربياً يصوغون المشهد الشعري آنذاك، في عدد «الناقد» الذي خُصص للشعر. 
ولعلَّ أبرز عمل شِعْريّ لحزامة حبايب هو نصوص شعرية بعنوان "استجداء" صدر عام 2009 عن المؤسسة العربية للدراسات والنشر، وهي دار النشر التي أصدرت معظم أعمال الكاتبة. حظيت المجموعة باحتفاء النقاد؛ إذ أشادت مقالة في صحيفة الغد، نُشرت في الرابع عشر من شهر تشرين الأول لعام 2009، بهذا الإصدار لحبايب وجاء في خاتمة المقالة "لا تبغي حزامة حبايب من نصها المغاير هذا الإعلان عن جانب آخر من تجربتها الإبداعية بعد كتابة القصة القصيرة والرواية والتميز فيهما، والذهاب إلى الشعر، بل أن تنفث بقوة هواجس المرأة المجاورة في أعماقها، والراغبة في إخراج نصوص متوهجة لأن الكتابة هنا فعل خلاص، لا ينتبه إلى الجمالي فقط بل إلى كل ما هو صادم ومختلف"."
| حزامة حبايب            | تأملني... أنا أمشي فوق الماء يسندني حصى شفاف أضفر الهواء جدائل تتسلقها إلى قلبي أغزل السحب أحيك منها وسادة لمرفقك أطرز أقمارا مضيئة على شرشف السماء أفرده فوق رسمك أما بعد… أما زلت لا أستحق حبك؟ | حزامة حبايب |
| — استجداء، حزامة حبايب | |             |

### القصص القصيرة

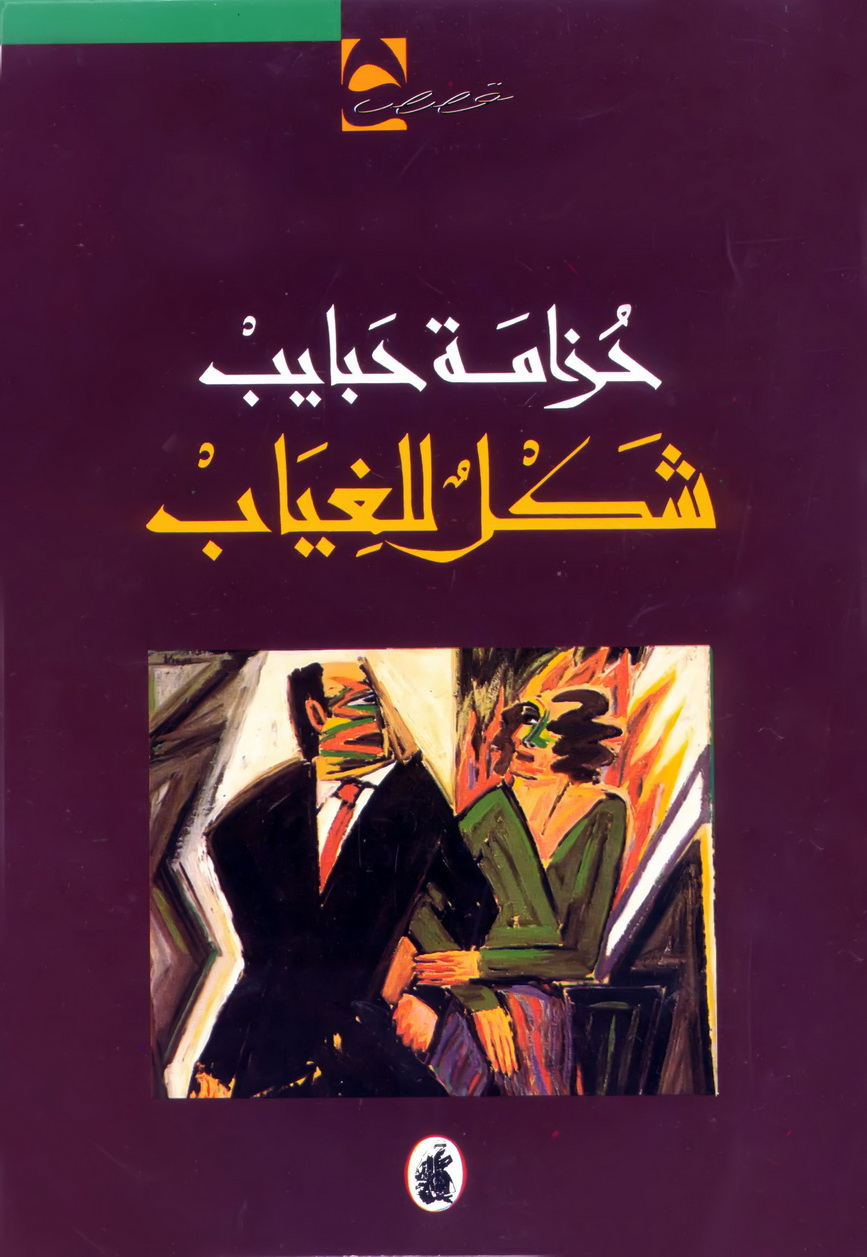
غلاف "شكل للغياب" المجموعة القصصية الثالثة لحزامة حبايب

إنَّ أكثر جنس أدبيّ أسْهَم بشكل كبير في شهرة حبايب على صعيد الأردن وفلسطين ثم عربياً هي القصة القصيرة، ولقد تُوِّج نتاجها القصصي عام 1992 عندما نالت أول جائزة أدبية، وهي جائزة مهرجان القدس للإبداع الشبابي في القصة، عن أولى مجموعاتها القصصية: «الرَّجُل الذي يَتَكرَّر» الصادرة عن المؤسسة العربية للدراسات والنشر. وبعدها بعامَيْن—بعد أن نشرت مجموعتها القصصية الثانية، «التُفَّاحات البَعِيدَة» عام 1994 عبر دار الكرمل للنشر والتوزيع، حيث لقيت احتفاء نقدياً، محلياً وعربياً—نالت حبايب جائزة محمود سيف الدين الإيراني، وهي جائزة رابطة الكتاب التقديرية عن مجمل أعمالها القصصية، إحدى أرفع الجوائز الأدبية في الأردن.
وفي العام 1997، أيضاً عن المؤسسة العربية للدراسات والنشر، قدَّمت حبايب مجموعتها القصصية الثالثة: «شَكْلٌ للغِياب،» والتي شكَّلت «نُقطة تحول» و «أخذت خطاً مختلفاً تماماً» في أسلوبها في الكتابة على حدِّ تعبيرها شخصيَّاً كما ذَكَرَتْ في برنامج وثائقي عُرِضَ على قناة الجزيرة في الرابع من أيار عام 2004. أوضحَـتْ حبايب بأن جميع الشخصيات النسائية في القصص المختلفة قد تكُنَّ الشخص ذاته؛ فجميع تلك الشخصيات بدَتْ كأنها «وجه لامرأة واحدة»، ولذلك «كثير من النقاد تعاملوا مع هذا الكتاب بأنه قد يكون نواة أو بذرة لرواية.»
وفي عام 2002، نُشرت لحزامة حبايب مجموعتها القصصية الرابعة «لَيْلٌ أحْلَى» عن المؤسسة العربية للدراسات والنشر؛ وهي آخر مجموعة قبل أن تنتقل إلى الرواية. لاقَت المجموعة المزيد من الأصداء الإيجابية من قبل النُقَّاد. فأثنت مقالة في صحيفة الحياة اللندنية في الأول من شباط عام 2002 على المجموعة القصصية قائلةً إنها «تواصل الحفر في المناطق ذاتها التي سبق للكاتبة أن كرستها في مجموعاتها القصصية السابقة، لكن الحفريات هنا تذهب أعمق وأبعد وأغنى وأجرأ مما كان عليه الأمر هناك، كما أن هذه القصص، على الصعيد الفني - السردي واللغوي - أشد اختماراً وامتلاكاً للرؤية وللأدوات في آن معاً.»

### الروايات
بعد أربع مجموعات قصصية ناجحة، كتبَتْ حبايب روايتها الأولى، «أصْلُ الهَوَى»، والتي صَدَرَتْ عام 2007 عن المؤسسة العربية للدراسات والنشر. أثارت الرواية عاصفة من الجَدَل بسبب المحتوى الجنسي الجريء والوفير فيها؛ والذي تعرضه الرواية بشكل إيحائي وجَليّ معاً. تسبّب هذا المحتوى بمنع الرواية في الأردن، بقرار من دائرة المطبوعات والنشر. تطّرَّقتْ حبايب في برنامج بُثَّ على قناة إن آر كيه النرويجية إلى اللغة الإيروتيكية التي تلجأ إليها أحياناً في كتابتها مُؤكَّدةً بأنه «على المرء أن يُسمِّيَ الأشياء بمُسمَّياتها.»
عندما سُئلَتْ حبايب عن رأيها حول قرار المنع أثناء مقابلة مع صحيفة الغد في الثامن والعشرين من شهر تشرين الثاني عام 2008، أجابت بأن «الخطاب الإعلامي يتبجح بدعم الحريات العامة، على رأسها حرية الرأي والكتابة، بينما الواقع يشير إلى غياب أي قدر من التسامح الفكري والإصرار على حصار الفكر وتقنين الحريات ومصادرة القلم واختلاق تابوهات تحت ذرائع واهية، تنطلق من حقيقة مريبة تقوم على فرض ثقافة الخوف، والتبعية للنظام والمؤسسة الثقافية الرسمية.» كما أشارَتْ إلى أن «استخدام ’الإباحية’ كتهمة، غطاء واه للسبب الحقيقي وراء المنع،» وأنها لم تتلقَّ «سبباً صريحاً ومباشراً من الرقابة.»
أمّا فيما يتعلق بردود الفعل النقديّة لرواية «أصْلُ الهَوَى،» فقد كانت ايجابية للغاية. ففي شهر آب عام 2007، كتب الروائي والناقد الأدبي وليد أبو بكر مقالةً نقدية عن الرواية واصفاً إياها بأنها «رواية جادة ومهمّة من حيث تقنيات السرد أو أهمية القضايا والموضوعات الحساسة التي تتناولها.» وأشار إلى أن «كلّ مشاهد الجنس، المتقنة الصياغة والوفيرة العدد داخل الرواية، لم تكن تهدف إلى مجرد الإثارة، (وهو ما يمكن أن يشعر به القارئ دون لبس، بسبب غياب الإثارة كليا، بشكلها الساذج والمبتذل، عن هذه المشاهد) بل إلى تأكيد هذه المساواة بين الجنسين.»
وجاء في مقالة للروائية والصحفية العراقية إنعام كجه جي نُشِرَت في صحيفة الشرق الأوسط في الرابع عشر من شهر شباط لعام 2007 «كتبت حزامة حبايب رواية سياسية بدون أن تخط حرفاً في السياسة، ومن هنا ينبع جمال هذا النص الغارق في غوايات الجسد وفي التفاصيل الحياتية لرجال لم تصف لنا الكاتبة ملامحهم الخارجية.» وكالت المقالة الثناء على أسلوب حبايب اللغوي: «أخيراً، لابد من الإشارة إلى اللغة المعتنى بها والاستعارات الذكية والمفردات التي تكشف عن قاموس ثري تبزغ فيه المفردة الفلسطينية الشعبية مكتسبة وقعاً فصيحاً مستمداً من بلاغتها في إيصال المعنى إلى القارئ، بكامل نكهتها المحلية.»
وبعد أربعة أعوام من صدور روايتها الأولى، نشرت حزامة حبايب روايتها الثانية بعنوان « قبل ان تنام الملكة.» إلى جانب الإشادة النقدية التي حظيت بها الرواية ووصفها بأنها «قفزة نوعية» في كتابات المؤلفة، فقد لاقت رواجاً ونجاحاً شعبيَّاً وفقا لموقع جودريدز. وقالت حبايب في برنامج تلفزيوني عُرِضَ على قناة الشارقة في الخامس من شهر تشرين الأول لعام 2013 عندما سئلت عن ماهية الرواية أن «هذه الرواية—في الإطار السرديّ أو في الإطار الحكائيّ العام، خارج أي تصنيف أو قراءة تأويلية أو نقدية—هي قصة امرأة تروي حكايتها لابنتها قبل أن تسافر للدراسة في الخارج.»

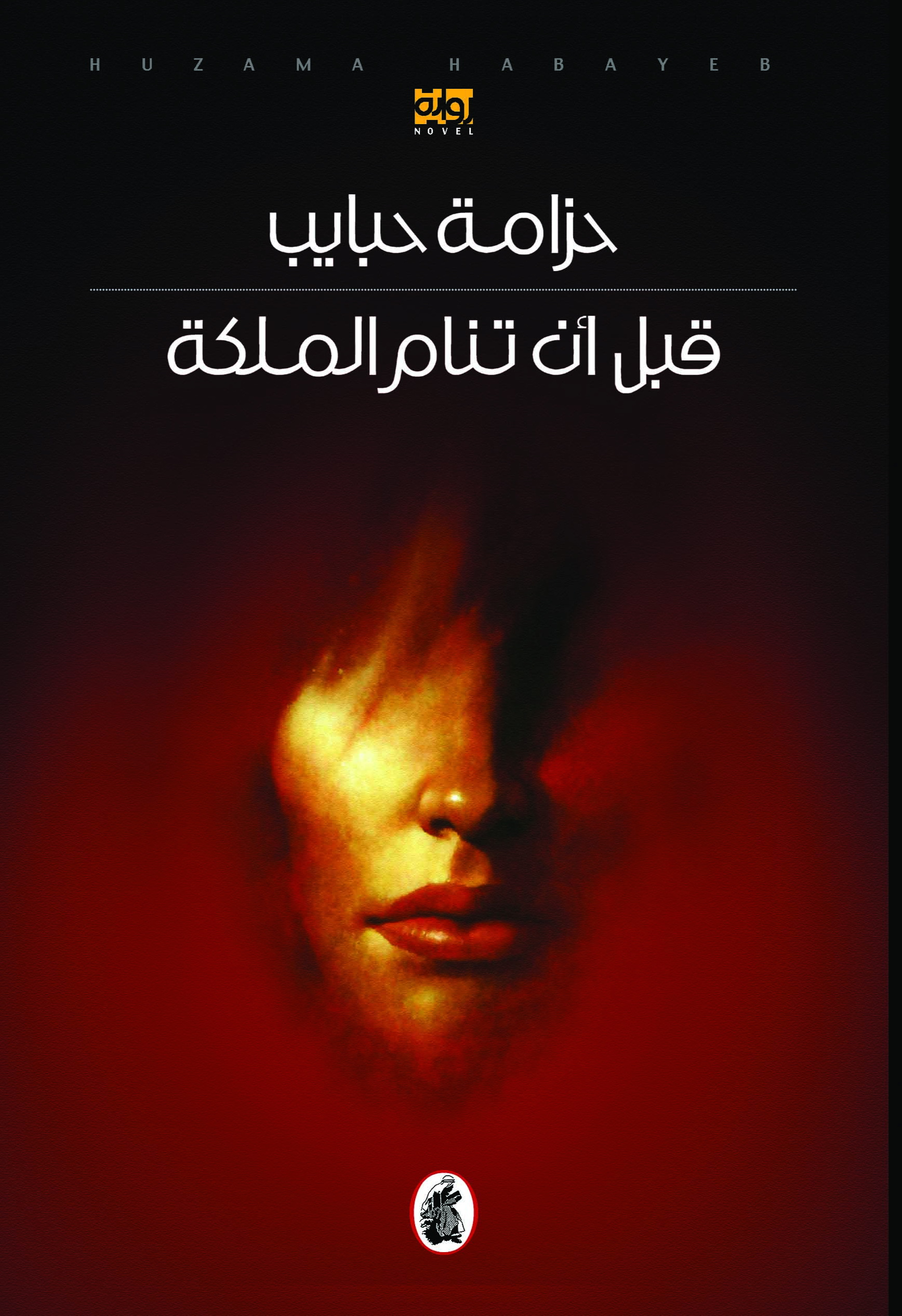
غلاف "قبل أن تنام الملكة"، الرواية الثانية لحبايب

 الكاتب والناقد المصري المعروف صبري حافظ «قَبْلَ أنْ تَنَامَ المَلِكَة» بأنها «رواية مهمة بحق، ربما أهم رواية فلسطينية صدرت عن الجيل الثاني لكتاب فلسطين بعد الروايات الفلسطينية الكبرى لغسان كنفاني وإميل حبيبي وجبرا إبراهيم جبرا. رواية أوجاع الشتات الموئسة، ومسراته الصغيرة الموحشة. رواية تحفر في العمق الإنساني الفلسطيني وتقدم سردا لما يقترفه الواقع العربي الكذاب ضد الفلسطيني من صغائر يومية تحط من إنسانيته، وتعلي من جلد الفلسطيني وصموده ونبل مواقفه. ولأنها رواية الجيل الذي لم يولد في فلسطين، فإن كتابتها لفلسطين تكتسب دلالات مضاعفة تؤكد الحق الفلسطيني وتجذره في الوعي والضمير. وهي رواية تكتب المرأة الفلسطينية كما لم تكتب من قبل باقتدار وعمق بعيدا عن أي عواطفية.»
إن هذه الرواية، والتي تتطرق للهمِّ الفلسطيني، هي «أجرأ رواية فلسطينية تخطها امرأة تصف بتحد وعناد وصراحة دون لف ودوران ما يصيب الأنثى في مهب النزوح من الشقاء.» وفقاً لصحيفة السفير. كما اختيرت الرواية في قائمة صحيفة الغارديان البريطانية لـ«أفضل الكتب لعام 2012» بعد أن رُشِّحت من قِبَل الأديبة البريطانية المصرية المولد أهداف سويف. وأشاد الناقد محمد برادة في مقالة له في صحيفة الحياة اللندنية بما تتمتع به حبايب لغوياً من «شكل فنيّ جاذب، ولغة متعددة المستويات، وقدرة على الوصف متدفـقة، وحضور للدعابة الساخرة يتخلل المشاهد.»
هذا ووصفها وليد أبو بكر على أنها رواية «الأمومة الفائضة.» واختتمَ قائلاً: «حبايب مسكونة بفكرة الفقد التي تخيّم في سماء هذه الرواية، وتشكّل دافع التوقعات فيها، فاقتربت مما أخذت تتطلع إليه منذ زمن، وجهدت في أن تكتب الحياة، كما جاهدت كي تعيشها، وهي في الحالتين تستحقّ الاحترام.»
وفي رأيها النقدي حول الرواية، قالت صحيفة الغد «في ’قبل أن تنام الملكة‘ ترسم حزامة حبايب صفحات شائكة وشائقة، مشغولة بالألم، مترنّحة بالخسارة، لامرأة تسعى إلى استنطاق الحبّ ومقاربة الحياة ضمن الحدّ الأدنى من الهزيمة، الشخصية والعامة، واستجلاء المعنى المجرد من مجاز«الوجود، وتوسّل الوطن، كفكرة مخاتلة، من خلال سرد حكايتها لابنتها. الملكة في الرواية هي الأم، كما أنها هي الابنة؛ إذ تمنح كل منهما الأخرى سبباً مشروعاً، أو حتى محتملاً، للحياة.»
في ما يلي مُقتطَف من رواية «قَبْلَ أنْ تَنَامَ المَلِكَة»:
| حزامة حبايب                       | حتى إذا أدركنا الليل وأوت الأحزان إلى مخادعها، أتيتِ إليّ حافية، وقد هطل نصف شعرك على وجهكِ، تفوح منك رائحة عرق طازج، من أحلام يقظتك المتهوّرة، وبقايا شوكولاته تتلمّظينها في فمكِ دون كبير شعور بالذنب لأنك خُنتِ حميتكِ الغذائية الهشّة، وخبز محمّص، حدّ الاحتراق، فتافيته ترشم بلوزة بيجامتك. تندسّين في السرير إلى جواري. تتشمّمين ذراعي العارية. تقولين إنك تحبين رائحة لحمي. تقولين إنكِ تفتشين عنها، أو ما يشبهها، في مدينتكِ البعيدة، فلا تجدينها. تغرسين أنفكِ في عنقي، قائلة: إحكيلي حكايتك! | حزامة حبايب |
| — قبل أن تنام الملكة، حزامة حبايب | |             |

وفي شهر يناير/ كانون الثاني 2016، صدرت لحزامة حبايب روايتها الثالثة بعنوان «مخمل»؛ ولقد حازت الرواية على جائزة نجيب محفوظ للأدب لعام 2017. في «مخمل»، تُدخلنا حزامة حبايب عالماً جديداً على الرواية الفلسطينية خاصة، والعربية عامة. هو عالم المخيم الفلسطيني، الذي تقدمه حبايب عارياً تماماً، على نحو لم يسبق للرواية أن خاضت فيه بمثل هذا العمق؛ ما يسمح بالقول إنه زمن جديد في الرواية الفلسطينية.
عالم حزامة حبايب يجدّد الأمل في حضور طاقة جديدة، ومختلفة في الرواية، لجهة الغوص في “دهاليز” المخيم الفلسطيني، والكشف عن “عوراته” المستترة وراء الهمّ الوطني والقضية “الكبرى”، لمصلحة الهموم الصغيرة التي يعيشها الناس في “يوميّاتهم” من البؤس والشقاء والصراع من أجل البقاء. إنها تكتب الهموم الاجتماعية والاقتصادية وحتى الثقافية، من دون تلك الأقنعة والأوهام التي تسكن “القضية”، وبعيداً عن المصطلحات والتوصيف والتنظير الأخلاقي.
من خلال شخصية “حوّا”، وعدد كبير من الشخصيّات الروائية المشغولة بتقنيات فنّية عالية، تختزل حزامة حبايب حياة المخيّم الفلسطيني على نحو شديد الثراء، ترصد التفاصيل، وتروي المشاعر والأحاسيس، وتكتب بلغة ذات حساسية فائقة، كاشفةً عما يجري في “عتمات” البيوت على نحو يكاد يكون مرعباً.
رواية “مُخمَل” هي رواية المرأة الحقيقية؛ إنها المرأة التي تناضل كي تعيش وكي تحب؛ إنها المرأة المكسورة التي تتفنّن في اجتراح انتصارات صغيرة، تنتزع الرغبات المتاحة انتزاعاً وتقاوم القحط في حياتها، ومع ذلك لا يفتأ مجتمعها في طحنها وبقسوة.
في “مُخمَل”، يلتقي الحب والقهر والعناق والانتهاك، وغير ذلك من التفاصيل الحياتية، لرسم مشهد شديد الواقعية، لكنه يناطح الفانتازيا في الكثير من لحظات توتّره، ضمن نسيج حكائي غني يتوافر على لحظات مذهلة وصادمة، ونماذج بشرية من لحم ودم ومشاعر خاصة، لا تتورّع حبايب عن فضحها.
في ما يلي مُقتطَف من رواية «مُخْمَل»:
| حزامة حبايب         | كانت تلك أول مرة ترى فيها حوّا رجلاً يبكي، فاعتقدت أن أجمل الرجال هم الحزانى. كانت تلك أيضاً أول مرّة تستشعر فيها الإحساس بأنها ربّما أكثر من مجرد امرأة؛ امرأة تُحَبّ؛ امرأة تُرام؛ امرأة تُطلَب؛ امرأة تُرغَب؛ امرأة تُشغَف لما هي عليه؛ امرأة تُراد فقط للحياة التي تقتنصها اقتناصاً؛ امرأة يُحنّ إليها للدفء الذي يعتمل في نفسها رغم أيام البرد وأيام الجفاء وأيام الخواء؛ امرأة يُشفَق عليها لقلِّة الحبّ في ماضيها؛ امرأة تُغبَط لطول صبرها على ماضيها؛ امرأة يُغفَر لها كلامُها القليل جداً في الحبّ والأشواق واللوعة. كانت تلك أول مرة تشعر فيها حوّا أنها لعلّها تحبّ، من يدري؛ ولعل هذا هو الحبّ المشابه لذاك المروي في قصص الحب، أو الذي يتحدّث عنه الناس.! | حزامة حبايب |
| — مخمل، حزامة حبايب | |             |

### أشكال كتابية أخرى
على مَرِّ مراحل حياتها، كتبَتْ حزامة حبايب نصوصاً ومقالات للعديد من الصحف والمجلات اليومية والدورية مثل صحيفة الرأي الأردنية، والدستور الأردنية، ومجلة الدوحة القطرية، ومجلة القافلة، ومجلة دبي الثقافية؛ وهي مجلة شهرية لدى حبايب فيها زاوية خاصة تُسمّى «عَتَبَة»، تتطرق فيها إلى موضوعات واهتمامات عدة؛ كالسياسة، والأدب، والقضايا الاجتماعية، والفن، والأنثروبولوجيا، والتجارب الشخصية.

## تأثير سياسي

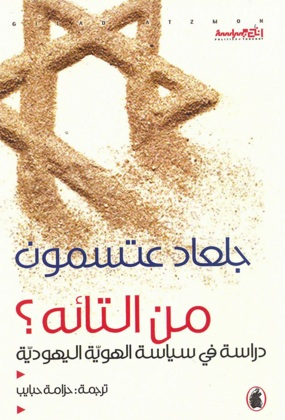
غلاف كتاب "من التائه؟"

تقريباً في كل عَملٍ أدبيّ لحزامة حبايب، سواء كان رواية أو قصة قصيرة، هنالك تمسُّك مُطْلَق بهويّتها الفلسطينية؛ وهو أمر جليُّ الوضوح في روايتيها الأولى والثانية وفي عدد كبير من القصص القصيرة في مجموعاتها القصصية الأربع. كما أنها تُعبّر عن ذلك عبر ترجماتها؛ إذ أنها تميل إلى اختيار كتب يعكس مضمونها القضية الفلسطينية والسياسات الجائرة التي تمارسها إسرائيل وتؤثر على الفلسطينيين، ككتاب «من التائه؟» لجلعاد عتسمون، الذي ترجمته حبايب للعربية ونُشِر في حزيران 2013.
إلّا أن أبْرَز حَدَث لحزامة حبايب فيما يتعلق بتحدي الصهيونية، كان عبر حَمْلة أطلقتها ضد نشر أنطولوجيا قصص قصيرة لأديبات من الشرق الأوسط بسبب مشاركة كاتبتين إسرائيليتين في الأنطولوجيا. كانت حبايب في بادئ الأمر قد وافقت على المشاركة في المشروع، ولكنها سحبت مشاركتها مباشرة بعد أن علمت بأن هناك مُسَاهَمَات من قبل كاتبتين اسرائيليتين مُدْرجتَيْن في الأنطولوجيا؛ ومن ثم تواصلت مع معظم الأديبات العربيات ودعتهن للانسحاب من الأنطولوجيا. تكلَّلتْ الحملة بالنجاح؛ حيث قامت معظم الكاتبات بسحب مؤلفاتهن، مما أجبر جامعة تكساس في أوستن—الجهة التي كانت تتبنّى المشروع—على إلغاء الأنطولوجيا. برَّرَت حبايب موقفها عبر مقالٍ لها نُشر في صحيفة «غالف نيوز» في الخامس والعشرين من شهر أيار لعام 2012، قائلةً: «لا أستطيعُ أن أشاطرَ صوتي مع كاتبتين تعكسان صوت محتلٍّ بغيض.» 
حظي موقف حبايب وجهودها الدؤوبة وثباتها بتقدير وإشادة العديدين في العالم العربي؛ كما تلقَّت الدعم والثناء من عدة وسائل إعلام عربية.

## المؤلَّفات
القائمة أدناه هي مؤلَّفات حزامة حبايب؛ وجميعها باللغة العربية:
- «الرَّجُلُ الذي يَتكَرَّر»، (مجموعة قصصية) المؤسسة العربية للدراسات والنشر، بيروت (1992).
- «التُفَّاحَات البَعِيدَة»، (مجموعة قصصية) دار الكرمل للنشر والتوزيع، عمّان (1994).
- «شَكْلٌ للغِيَاب»، (مجموعة قصصية) المؤسسة العربية للدراسات والنشر، بيروت (1997).
- «لَيْلٌ أحْلَى»، (مجموعة قصصية) المؤسسة العربية للدراسات والنشر، بيروت (2002).
- «أصْلُ الهَوَى»، (رواية) المؤسسة العربية للدراسات والنشر، بيروت، (طبعة أولى – 2007)، (طبعة ثانية – 2009)
- «اسْتِجْدَاء»، (نصوص شعرية) المؤسسة العربية للدراسات والنشر، بيروت (2009).
- «مِنْ وَرَاء النَّوافِذ»، (مختارات قصصية)، وزارة الثقافة الفلسطينية، رام الله (2010).
- «قبل ان تنام الملكة»، (رواية) المؤسسة العربية للدراسات والنشر بيروت، (2011)
- «مُخْمَل»، (رواية) المؤسسة العربية للدراسات والنشر بيروت، (2016)